# Katie Volynets
Katie Volynets (n. 31 decembrie 2001, Walnut Creek⁠(d), California, SUA) este o jucătoare de tenis americană. Cea mai bună clasare a sa la simplu este locul 69 mondial, în iulie 2024. A câștigat primul ei titlu la simplu în mai 2021 în circuitul ITF, la evenimentul de 100.000 de dolari de la Bonita Springs⁠(d).